# 粗茎驼蹄瓣
粗茎驼蹄瓣（学名：Zygophyllum loczyi）是蒺藜科驼蹄瓣属的植物，为中国的特有植物。分布在中国大陆的内蒙古、甘肃、青海、新疆等地，生长于海拔700米至2,800米的地区，一般生于洪积平原、低山、砾质戈壁或盐化沙地，目前尚未由人工引种栽培。

## 别名
粗茎霸王（中国沙漠植物志）